# Almeirim (freguesia)
Almeirim is een plaats (freguesia) in de Portugese gemeente Almeirim en telt 11.607 inwoners (2001).

## Geboren
- Cristina Branco (1972), zangeres
- Luis Colaço (1973), wielrenner